# St. Margareta (Eggelstetten)

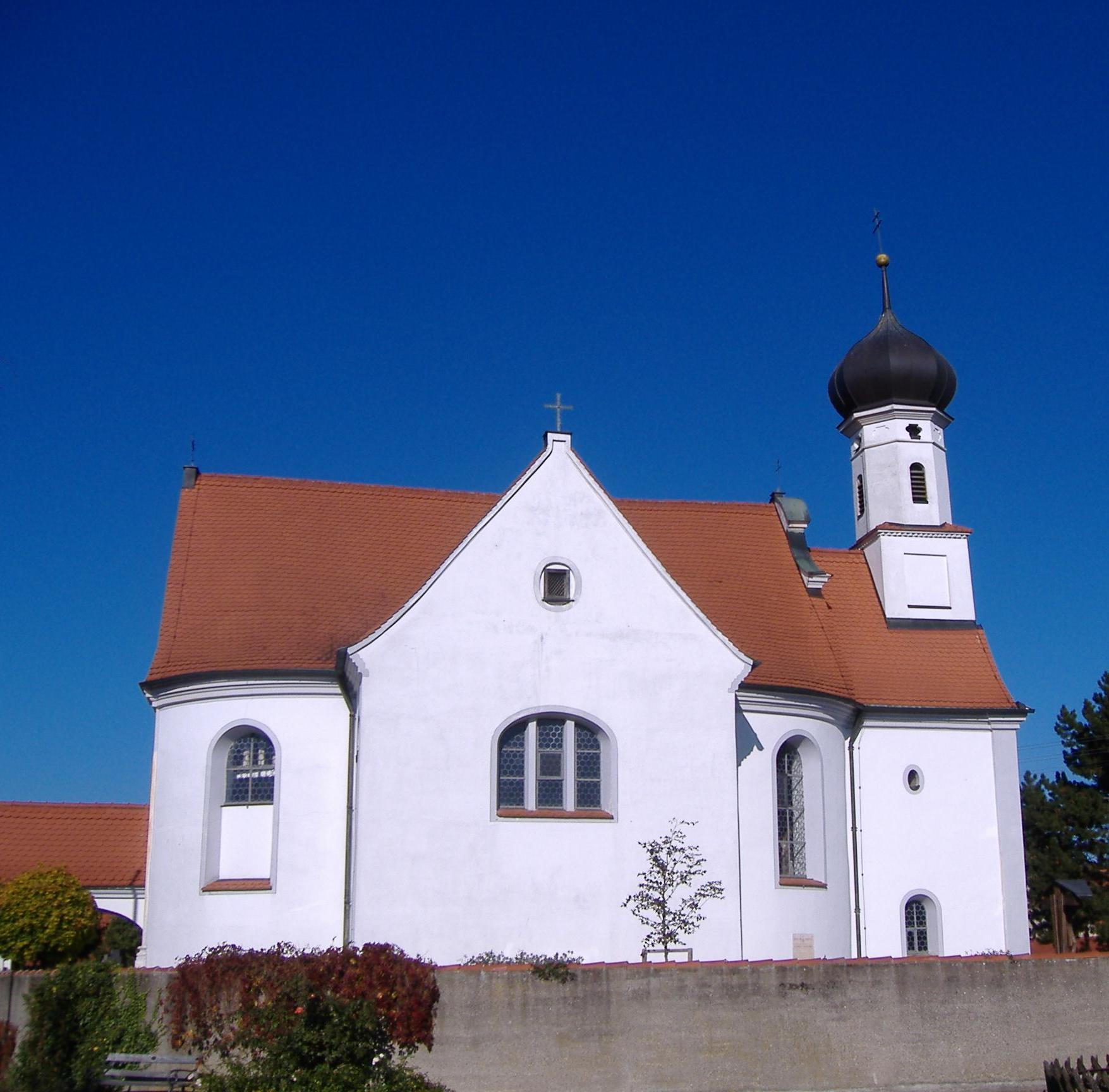
St. Margareta in Eggelstetten

Die römisch-katholische Filialkirche St. Margareta steht in Eggelstetten, einem Ortsteil von Oberndorf am Lech im schwäbischen Landkreis Donau-Ries in Bayern. Das Bauwerk ist in der Liste der Baudenkmäler in Oberndorf am Lech als Baudenkmal unter der Nr. D-7-79-196-6 eingetragen. Die Kirchengemeinde gehört zum Dekanat Donauwörth des Bistums Augsburg. 

## Beschreibung
Der spätbarocke Zentralbau auf ovalem Grundriss wurde durch ein Querschiff zu einer Kreuzkirche erweitert. Die Sakristei im Osten des Langhauses, deren Innenraum mit einem Kreuzgratgewölbe überspannt ist, stammt von einem Kirchturm aus dem 14./15. Jahrhundert. Aus ihrem Dach erhebt sich ein quadratischer Dachreiter, dessen achteckiges Obergeschoss mit einer Zwiebelhaube bedeckt ist. Der Innenraum des Langhauses ist mit einem Muldengewölbe überspannt. Die Fresken, im Chor über die Geburt Jesus Christus, im Langhaus über die Enthauptung der Margareta von Antiochia, hat um 1760 Joseph Leitkrath geschaffen. Den Hochaltar hat um 1789 Johann Michael Fischer gebaut. Der linke Seitenaltar wird Johann Georg Bschorer zugewiesen.